# Raphitoma spadiana
Raphitoma spadiana is een slakkensoort uit de familie van de Raphitomidae. De wetenschappelijke naam van de soort is voor het eerst geldig gepubliceerd in 2012 door Pusateri & Giannuzzi-Savelli.